# Trevor Eve
Trevor John Eve (Birmingham, Inglaterra; 1 de julio de 1951) es un actor británico famoso por haber interpretado a Eddie Shoestring en Shoestring y a Peter Boyd en la serie Waking the Dead.

## Biografía
Es hijo de padre inglés Stewart Frederick Eve y madre galesa Elsie Hamer-Eve.
Antes de entrar a la prestigiosa escuela Royal Academy of Dramatic Art "RADA", estudió arquitectura en el Kingston Polytechnic en Londres.
En 1995 mientras se encontraba jugando polo, cayó mal y los médicos temían que quedara paralítico, sin embargo se recuperó.
El 1 de marzo de 1980 se casó con la actriz Sharon Maughan, la pareja tiene tres hijos: la actriz Alice Sophia Eve, el cineasta Jack Eve y el músico George Eve.

## Carrera
En 1979 se unió al elenco principal de la serie Shoestring donde interpretó a Eddie Shoestring, un experto en informática quien luego de sufrir de una crisis nerviosa se convierte en detective, hasta el final de la serie en 1980. Ese mismo año apareció en la película Dracula donde dio vida a Jonathan Harker, el prometido de Lucy Seward (Kate Nelligan).
En 1985 se unió al elenco de la serie Shadow Chasers donde interpretó al doctor Jonathan MacKensie, hasta el final de la serie en 1986.
En 1988 apareció en la película Beryl Markham: A Shadow on the Sun donde dio vida al cazador Denys Finch Hatton.
En 1991 se unió a la serie Parnell & the Englishwoman donde interpretó al terrateniente irlandés Charles Stewart Parnell.
En 1995 apareció en la miniserie The Politician's Wife donde dio vida a Duncan Matlock, un político que se ve envuelto en un escándalo sensacionalista luego de que se descubriera que había estado manteniendo un romance con la parlamentaria Jennifer Caird (Minnie Driver).
En 1998 interpretó al superintendente de la policía de Scotland Yard Albert Tyburn en la miniserie Heat of the Sun.
En el 2000 se unió al elenco principal de la serie Waking the Dead donde interpretó al detective sargento inspector Peter Boyd, hasta el final de la serie en el 2011.
En 2004 apareció en la película Troy donde interpretó a Velior, uno de los sacerdotes de Troya.
En el 2008 interpretó al presentador de televisión inglés Hughie Green en la película Hughie Green, Most Sincerely.
En el 2010 apareció en la película She's Out of My League donde interpretó al señor McCleish, el padre de Molly McCleish. En la película Trevor y su esposa Sharon Maughan interpretaron a los señores McCleish, los padres ficticios de su verdadera hija Alice Eve.
En el 2011 se unió al elenco principal de la serie Kidnap and Ransom donde interpretó a Dominic King,un exsoldado que se vuelve un experto negociador en situación de rehenes, hasta el final de la serie en el 2012.
En 2013, se unió al elenco de la miniserie Death Comes to Pemberley, donde dio vida a Sir Selwyn Hardcastle.
El 19 de febrero de 2014, Trevor y su esposa Sharon fueron parte de la audiencia invitada al Palacio de Buckingham para celebrar el centenario de la Royal Academy of Dramatic Art, («RADA»). Ambos recibieron el honor de ser elegidos para interpretar delante de la reina Isabel II del Reino Unido en la habitación de Investidura junto a los actores Hugh Laurie, Sir Tom Courtenay y Dame Helen Mirren.
En el 2015 se unió al elenco principal de la serie The Interceptor donde dio vida a Roach, un hombre que es querido por las personas pero que en realidad es jefe de una organización criminal y distribuye drogas. Ese mismo año se unió al elenco principal de la serie Unforgotten, donde interpreta al empresario Sir Phillip Cross, uno de cuatro personas que están vinculadas a la desaparición de un hombre años atrás, hasta ahora.

## Apoyo benéfico
Está involucrado con una organización benéfica llamada "Child Hope International".

## Filmografía

### Series de televisión
| Año             | Título                     | Personajes              | Notas                                  |
| --------------- | -------------------------- | ----------------------- | -------------------------------------- |
| 2017 - presente | Strike Back: Retribution   | Morgan Ives             | 4 episodios                            |
| 2015            | Unforgotten                | Sir Phillip Cross       | 6 episodios                            |
| 2015            | The Interceptor            | Roach                   | 8 episodios                            |
| 2013            | Death Comes to Pemberley   | Sir Selwyn Hardcastle   | 3 episodios - miniserie                |
| 2012            | Playhouse Presents         | Robert                  | episodio "The Other Woman"             |
| 2011 - 2012     | Kidnap and Ransom          | Dominic King            | 6 episodios - miniserie                |
| 2000 - 2011     | Waking the Dead            | Det. Sgt. Peter Boyd    | 92 episodios                           |
| 2010            | Bouquet of Barbed Wire     | Peter Manson            | 3 episodios - miniserie                |
| 1999            | David Copperfield          | Murdstone               | miniserie                              |
| 1999            | An Evil Streak             | Alex Kyle               | -                                      |
| 1998            | Heat of the Sun            | Supt. Albert Tyburn     | 3 episodios - miniserie                |
| 1995            | The Politician's Wife      | Duncan Matlock          | 3 episodios - miniserie                |
| 1994            | Screen One                 | Malcolm Iverson         | episodio "Murder in Mind"              |
| 1992            | Jack's Place               | Max                     | episodio "I See Cupid, I See France"   |
| 1992            | Performance                | Torvald Helmer          | episodio "A Doll's House"              |
| 1992            | Murder, She Wrote          | Julian Fontaine         | episodio "Tinker, Tailor, Liar, Thief" |
| 1991            | Parnell & the Englishwoman | Charles Stewart Parnell | 4 episodios                            |
| 1990            | Coup de foudre             | Alphonse Malard         | episodio "Adolphe et les menteuses"    |
| 1990            | A Sense of Guilt           | Felix Cramer            | 7 episodios                            |
| 1989            | Dear John                  | Ricky Fortune           | 2 episodios                            |
| 1985 - 1986     | Shadow Chasers             | Dr. Jonathan MacKensie  | 14 episodios                           |
| 1983            | A Brother's Tale           | Gordon Taylor           | 3 episodios                            |
| 1979 - 1980     | Shoestring                 | Det. Eddie Shoestring   | 21 episodios                           |
| 1977            | London Belongs to Me       | Bill Davenport          | 4 episodios                            |
| 1977            | ITV Sunday Night Drama     | Jim                     | episodio "The Portrait"                |
| 1974            | 2nd House                  | Los Beatles             | episodio del 16 de noviembre           |

### Películas
| Año  | Título                             | Personaje          | Notas |
| ---- | ---------------------------------- | ------------------ | --- |
| 2014 | Death of a Farmer                  | Gordon             | junto a Sharon Maughan, Terry Hanlon, Pierro Niel-Mee, George Eve, Luca Mantero y Anthony Head           |
| 2010 | She's Out of My League             | Mr. McCleish       | junto a Jay Baruchel, Alice Eve, T.J. Miller, Mike Vogel, Nate Torrence, Lindsay Sloane y Sharon Maughan |
| 2009 | Framed                             | Quentin Lester     | junto a Eve Myles, Robert Pugh, Mark Lewis Jones y Guy Henry                                             |
| 2008 | Hughie Green, Most Sincerely       | Hughie Green       | junto a Jack Armstrong, Ian Cairns, Mark Benton, Emma Stansfield, Kim Thomson y Nick Dunning             |
| 2006 | The Family Man                     | Patrick Stowe      | junto a Suzy Aitchison, Gary Cargill, Michelle Collins y Katy Cavanagh                                   |
| 2004 | Lawless                            | John Paxton        | junto a Orla Brady, David Calder y Ralph Brown                                                           |
| 2004 | Troy                               | Velior             | junto a Brad Pitt, Eric Bana, Orlando Bloom, Rose Byrne, Diane Kruger, Peter O'Toole y Brian Cox         |
| 1998 | Next Birthday                      | Mike               | corto - junto a Ali Bastian, Sally Farmiloe, Rhys Moore, Alexander Newton y Amanda Redman                |
| 1996 | Soup                               | Lucifer            | corto - junto a Allan Corduner, Vanessa Earl, Alan Howard, Clive Merrison y Ben Pullen                   |
| 1988 | Beryl Markham: A Shadow on the Sun | Denys Finch Hatton | junto a Stefanie Powers, Claire Bloom, Brian Cox, Niamh Cusack, Frederic Forrest y James Fox             |
| 1979 | Dracula                            | Jonathan Harker    | junto a Frank Langella, Laurence Olivier, Donald Pleasence, Kate Nelligan, Jan Francis y Tony Haygarth   |
| 1976 | Hindle Wakes                       | Alan Jeffcote      | junto a Rosalind Ayres, Judi Bowker, Roy Dotrice y Donald Pleasence                                      |

### Productor
| Año         | Título                          | Notas                             |
| ----------- | ------------------------------- | --------------------------------- |
| 2011 - 2012 | Kidnap and Ransom               | 6 episodios - productor ejecutivo |
| 2011        | The Family Firm                 | productor ejecutivo               |
| 2011        | The Body Farm                   | 6 episodios - productor ejecutivo |
| 2003        | Twelfth Night, or What You Will | productor ejecutivo               |
| 2000        | Cinderella                      | productor                         |
| 1998        | Alice Through the Looking Glass | productor                         |

### Teatro
| Año       | Obra                                | Personaje      | Director (a)      | Teatro           | Notas                                                                  |
| --------- | ----------------------------------- | -------------- | ----------------- | ---------------- | ---------------------------------------------------------------------- |
| 1996      | Uncle Vanya                         | Dr. Astrov     | Bill Bryden       | Albery Theatre   | junto a Derek Jacobi, C. Cummings, Richard Johnson y Peggy Mount       |
| 1993      | Inadmissible Evidence               | -              | Di Trevis         | Royal N. Theatre | junto a Lynn Farleigh                                                  |
| 1993      | The Wind in the Willows             | -              | -                 | -                | -                                                                      |
| 1993      | Angels in America                   | -              | -                 | -                | -                                                                      |
| 1993      | Pigspurt                            | -              | -                 | -                | -                                                                      |
| 1993      | Furtive Nudist                      | -              | -                 | -                | -                                                                      |
| 1993      | Jamais Vu                           | -              | -                 | -                | -                                                                      |
| 1993      | Machinal                            | -              | -                 | -                | -                                                                      |
| 1993      | The Mountain Giants                 | -              | -                 | -                | -                                                                      |
| 1993      | The Madness of King George III      | -              | -                 | -                | -                                                                      |
| 1993      | Murmuring Judges                    | -              | -                 | -                | -                                                                      |
| 1993      | The Absence of War                  | -              | -                 | -                | -                                                                      |
| 1993      | Springboard                         | -              | -                 | -                | -                                                                      |
| 1993      | Sweeney Todd                        | -              | -                 | -                | -                                                                      |
| 1993      | On The Ledge                        | -              | -                 | -                | -                                                                      |
| 1993      | Billy Liar                          | -              | -                 | -                | -                                                                      |
| 1993      | The Game of Love and Chance         | -              | -                 | -                | -                                                                      |
| 1993      | The Day after Tomorrow              | -              | -                 | -                | -                                                                      |
| 1993      | Mr. A's Amazing Maze Plays          | -              | -                 | -                | -                                                                      |
| 1993      | Arcadia                             | -              | -                 | -                | -                                                                      |
| 1993      | Carousel                            | -              | -                 | -                | -                                                                      |
| 1993      | An Inspector Calls                  | -              | -                 | -                | -                                                                      |
| 1993      | Trelawny of the 'Wells'             | -              | -                 | -                | -                                                                      |
| 1993      | Macbeth                             | -              | -                 | -                | -                                                                      |
| 1989      | Hedda Gabler                        | -              | -                 | -                | -                                                                      |
| 1989      | Whale                               | -              | -                 | -                | -                                                                      |
| 1989      | Ghetto                              | -              | -                 | -                | -                                                                      |
| 1989      | Hamlet                              | -              | -                 | -                | -                                                                      |
| 1989      | The Misanthrope                     | -              | -                 | -                | -                                                                      |
| 1989      | The March on Russia                 | -              | -                 | -                | -                                                                      |
| 1989      | Juno and the Paycock                | -              | -                 | -                | -                                                                      |
| 1989      | The Secret Rapture                  | -              | -                 | -                | -                                                                      |
| 1989      | The Voysey Inheritance              | -              | -                 | -                | -                                                                      |
| 1989      | Fuenteovejuna                       | -              | -                 | -                | -                                                                      |
| 1989      | Tango Varsoviano                    | -              | -                 | -                | -                                                                      |
| 1989      | The Grapes of Wrath                 | -              | -                 | -                | -                                                                      |
| 1989      | The Shaughraun                      | -              | -                 | -                | -                                                                      |
| 1989      | Speed-The-Plow                      | -              | -                 | -                | -                                                                      |
| 1989      | The Long Wat Roun                   | -              | -                 | -                | -                                                                      |
| 1989      | Schism in England                   | -              | -                 | -                | -                                                                      |
| 1989      | Suicide for Love                    | -              | -                 | -                | -                                                                      |
| 1989      | The Magic Carpet                    | -              | -                 | -                | -                                                                      |
| 1989      | Man Beast and Virtue                | -              | -                 | -                | -                                                                      |
| 1989      | The Beaux Strategem                 | -              | -                 | -                | -                                                                      |
| 1989      | The Good Person of Sichuan          | -              | -                 | -                | -                                                                      |
| 1989      | Salome                              | -              | -                 | -                | -                                                                      |
| 1989      | Ma Rainey's Black Bottom            | -              | -                 | -                | -                                                                      |
| 1989      | Bent                                | -              | -                 | -                | -                                                                      |
| 1987      | High Society                        | -              | -                 | Victoria Theatre | junto a Stephen Rea, Natasha Richardson y Ronald Fraser                |
| 1981-1982 | Children of a Lesser God            | -              | Gordon Davidson   | Albery Theatre   | junto a Elizabeth Quinn, Irene Sutcliffe y Edward Lee Kelly            |
| 1977-1978 | Filumena                            | -              | Franco Zeffirelli | Lyric Theatre    | junto a Joan Plowright, Sharon Maughan, Colin Blakely y Patricia Hayes |
| 1974      | John, Paul, George Ringo...and Bert | Paul McCartney | Alan Dossor       | Lyric Theatre    | junto a Antony Sher, Bernard Hill, Phillip Joseph y Barbara Dickson    |

## Premios y nominaciones
| Año  | Categoría                       | Premio                         | Obra                     | Resultado |
| ---- | ------------------------------- | ------------------------------ | ------------------------ | --------- |
| 1996 | Best Actor in a Supporting Role | Laurence Olivier Theatre Award | Uncle Vanya              | Ganó      |
| 1982 | Best Actor in a New Play        | Laurence Olivier Theatre Award | Children of a Lesser God | Ganó      |